# The Greaser's Gauntlet
The Greaser's Gauntlet er en amerikansk stumfilm fra 1908 af D. W. Griffith.

## Medvirkende
- Wilfred Lucas som Jose
- Arthur V. Johnson som Tom Berkeley
- Marion Leonard som Mildred West
- Charles Inslee som Bill Gates
- Linda Arvidson